# ضفدع قصاص
ضفدع قصاص (الاسم العلمي: Amietophrynus kassasii) ، (بالإنجليزية: Nile Delta toad) ، (بالإنجليزية: Damietta toad) وهو علجوم متوطن في مصر والتسمية علي شرف العالم المصري محمد عبد الفتاح القصاص .